# かわら館
かわら館（かわらかん）は、愛媛県の伝統産業菊間瓦を主要な展示品とする博物館である。瓦のふるさと公園内、愛媛県今治市菊間町浜3067番地に立地している。

## 展示内容
1997年（平成9年）7月17日に開館。本館には2016年現在、菊間瓦の製作工程や歴史を解説するコーナーが常設されている。他に広島市への原子爆弾投下によって発生した熱線を受けた瓦、鬼瓦、日本以外の瓦などを展示しているコーナーもある。

## 交通
本館への最寄り駅はJR四国の予讃線の菊間駅である。菊間駅からは南へ約100メートルほどの距離であり、歩いても数分程度しかかからない。